# Христо Тодев
Вижте пояснителната страница за други личности с името Георги Попхристов.
Христо Тодев (Хаджи Тодевъ) е български предприемач и революционер, деец на Вътрешната македоно-одринска революционна организация.

## Биография
Христо Тодев е роден в 1872 година в Енидже Вардар (Па̀зар), тогава в Османската империя, днес Яница в Гърция. Занимава се с търговия и същевременно членува във ВМОРО.
Умира в Енидже Вардар.